# Diplofonía
La diplofonía, también conocida como diftongia, es un fenómeno en el que se percibe que una voz se produce con dos tonos concurrentes. La diplofonía es el resultado de vibraciones de las cuerdas vocales que son de naturaleza casi periódica. Se ha informado desde tiempos antiguos, pero no existe una interpretación uniforme de los mecanismos establecidos. Se ha establecido que la diplofonía puede ser causada por diversas patologías de las cuerdas vocales, como pólipo de las cuerdas vocales, nódulo de las cuerdas vocales, parálisis del nervio laríngeo recurrente o hipertrofia de las cuerdas vestibulares.
El símbolo de calidad de voz para la diplofonía es V̬‼.

## Etimología
El término proviene del griego διπλοῦς diplùs que significa "doble" y de φωνή phōnḕ o "voz".